# Tortington
Tortington – wieś w Anglii, w hrabstwie West Sussex, w dystrykcie Arun. Leży 15 km na wschód od miasta Chichester i 81 km na południowy zachód od Londynu.